# Louise Tremblay-D'Essiambre
Louise Tremblay-D'Essiambre, née dans la ville de Québec en 1953, est une romancière canadienne (québécoise). Ses romans mettent en vedette des femmes et se déroulent au Québec dans les années 1950 et 1960.

## Biographie
Louise Tremblay-D'Essiambre est née dans la ville de Québec au Québec en 1953. Comme sa sœur cadette, elle a été adoptée et a grandi à Québec. Leur père est comptable et leur mère, une artiste peintre qui tient aussi la maison. Après avoir étudié en soins de la santé et souhaitant devenir chirurgienne, elle abandonne faute du soutien financier de son père. Elle épouse un amour de jeunesse, avec lequel elle aura huit enfants. Elle se remariera et aura une neuvième enfant à 48 ans. 
Depuis qu'elle a commencé à écrire ses romans, elle s'impose d'écrire au moins 1 500 mots à chaque jour. Il lui suffit donc de trois mois de rédaction pour produire un roman. Elle admet échanger avec ses personnages dans sa tête et affirme écrire ses romans sans plan préconçu, laissant les personnages dicter en quelque sorte la suite du récit en cours. 
Sa saga Les Sœurs Deblois a été vendue à environ 300 000 exemplaires. À la fin novembre 2020, ses ouvrages se seraient écoulés à plus de deux millions d'exemplaires. Elle a illustré plusieurs de ses ouvrages, mais a cessé de le faire à la suite de l'incendie de son atelier.
Pour le marché canadien, ses ouvrages sont publiés en exclusivité chez Guy Saint-Jean Éditeur.
À propos de ses romans, elle déclare : « Ça raconte d’où on vient, c’est souvent l’histoire de femmes inconnues, un peu discrètes. Mais si elles n’avaient pas été là, le Québec ne serait pas ce qu’il est ». Ils s'inscriraient dans le genre « nouveau roman historique », que les critiques littéraires dédaignent depuis les années 1980. Selon un critique français, le « plaisir qu’apporte la lecture [de ses sagas] est celui d’une identification à des personnages qui vivent autrement, dans un autre temps. Cette époque étant peu éloignée, l’identification des lecteurs, et surtout des lectrices, à ces personnages se fait facilement ».

## Œuvres

### SérieMémoires d'un quartier
1. Laura, 2008
2. Antoine, 2008
3. Évangéline, 2009
4. Bernadette, 2009
5. Adrien, 2010
6. Francine, 2010
7. Marcel, 2010
8. Laura, la suite, 2011
9. Antoine, la suite, 2011
10. Évangéline, la suite, 2011
11. Bernadette, la suite, 2012
12. Adrien, la suite, 2012

En 2013, la série était disponible en six volumes composés chacun de deux tomes.
En 2020, une nouvelle édition propose la série en quatre volumes composés chacun de trois tomes.
- Les souvenirs d'Évangéline, 2020 (hors-série)

### SérieLes années du silence
1. La tourmente, 1995
2. La délivrance, 1995
3. La sérénité, 1998
4. La destinée, 2000
5. Les bourrasques, 2001
6. L'oasis, 2002

### SérieLes sœurs Deblois
1. Charlotte, 2003
2. Émilie, 2004
3. Anne, 2005
4. Le demi-frère, 2005

### SérieLa dernière saison
1. Jeanne, 2006
2. Thomas, 2007
3. Les enfants de Jeanne, 2012

### SérieLes héritiers du fleuve
1. 1887-1893, 2013
2. 1898-1914, 2013
3. 1918-1929, 2014
4. 1931-1939, 2014

### SérieL'amour au temps d'une guerre
1. 1939-1942, 2015
2. 1942-1945, 2016
3. 1945-1948, 2016

### SérieUne simple histoire d'amour
1. L'incendie, 2017
2. La déroute, 2017
3. Les rafales, 2017
4. Les embellies, 2018

### SérieHistoires de femmes
1. Éléonore, une femme de cœur, 2018
2. Félicité, une femme d'honneur, 2019
3. Marion, une femme en devenir, 2019
4. Agnès, une femme d'action, 2019

### SérieDu côté des Laurentides
1. L'école de rang, 2019
2. L'école du village, 2020
3. La maison du docteur, 2020

### SériePlace des Érables
1. Quincaillerie J.A. Picard & fils, 2021
2. Casse-croûte Chez Rita, 2021
3. Pharmacie V. Lamoureux, 2021
4. Coiffure des Érables, 2022
5. Variétés E. Méthot & fils, 2022
6. Le nouveau rendez-vous du quartier, 2022

### SérieÀ la croisée des chemins
1. La dérive, 2023
2. Les vents contraires, 2023
3. Les éclaircies, 2023
4. Chacun sa route, 2024

### SérieEt j'ai dit non
1. Judith, 2024
2. Jasmin, 2024

### Autres œuvres
- Le tournesol, 1984
  - Réédition sous le titre La fille de Joseph, 2006, 2014 et 2020
- Entre l'eau douce et la mer, 1994
  - Réédition dans la collection Focus (grands caractères), 2006
  - Réédition en format collector, 2019
- L'infiltrateur, 1994
- Queen size, 1997
- Boomerang, 1998
- Au-delà des mots, 1999
- De l'autre côté du mur, 2001
- Les demoiselles du quartier, 2003